# Bathylinyphia
Bathylinyphia is een geslacht van spinnen uit de familie hangmatspinnen (Linyphiidae).

## Soorten
De volgende soorten zijn bij het geslacht ingedeeld:
- Bathylinyphia maior (Kulczyński, 1885)